# Валентина Терешкова (алмаз)
Валенти́на Терешко́ва — уникальный алмаз массой 51,66 карата, найденный в россыпи «Водораздельные галечники» в Якутской АССР в 1963 году. Название алмазу дано в честь первой в мире женщины-космонавта Валентины Терешковой, совершившей полёт в космос на корабле «Восток-6» в июне 1963 года.

## Описание
Алмаз добыт 10 июня 1963 г. на обогатительной фабрике № 4 из россыпи «Водораздельные галечники».
Морфология алмаза: октаэдр, имеющий ступенчато-пластинчатую ростовую скульптуру поверхностей граней, округлённые рёбра и полицентрические вершины. Кристалл бесцветный с незначительным нацветом, прозрачный.

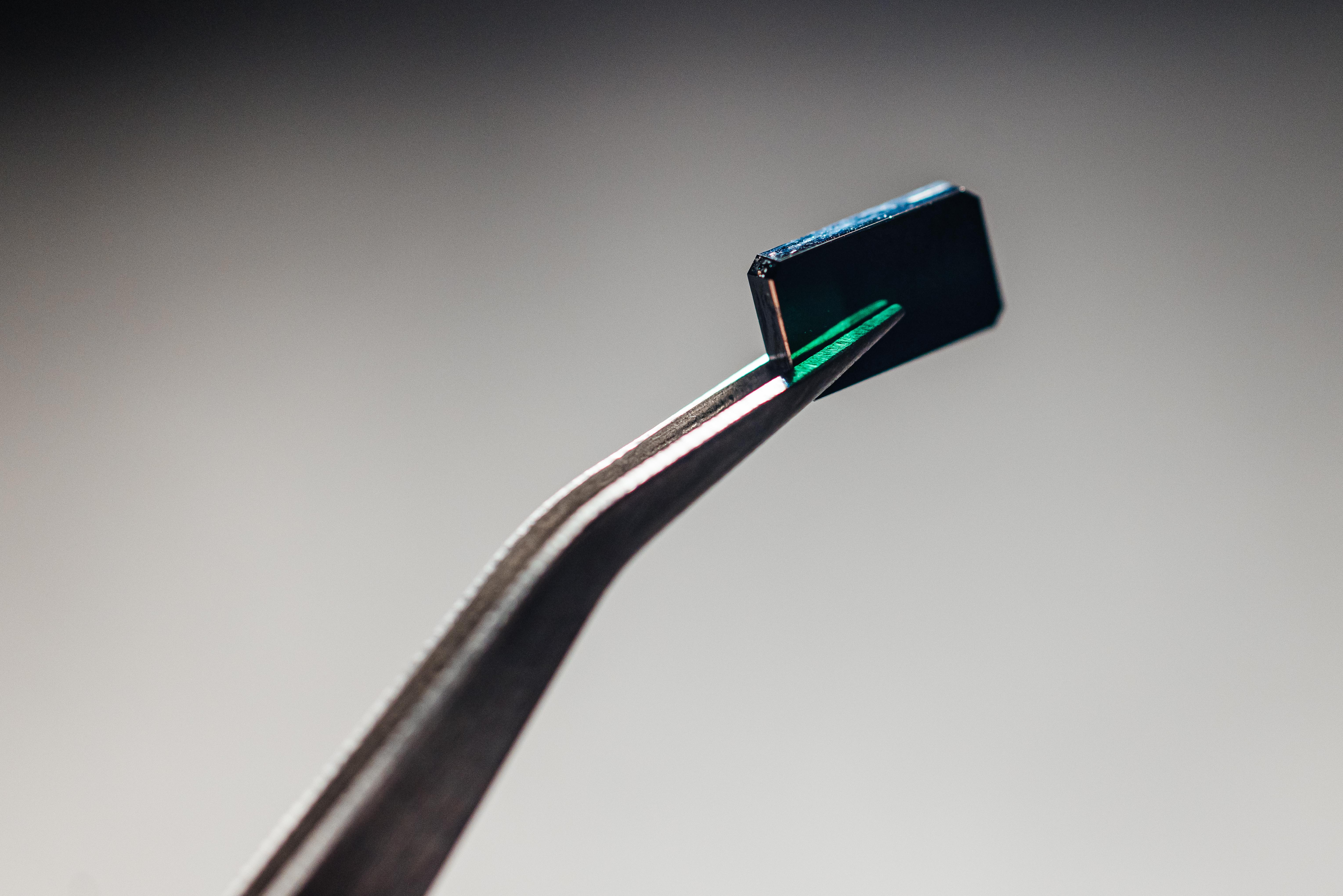
Алмазная мишень, вырезанная из алмаза «Валентина Терешкова»

Алмаз «Валентина Терешкова» был передан из Гохрана в Томский политехнический институт (ТПИ), из которого затем была изготовлена мишень для создания на синхротроне «Сириус» ТПИ пучка поляризованных гамма-квантов. После длительной экспозиции на электронном пучке в ходе экспериментов изначально прозрачный алмаз почернел. Это произошло из-за радиационной деформации кристаллической решетки алмаза. После демонтажа синхротрона алмазная мишень будет использоваться в экспериментах на ионном пучке коллайдера NICA (Дубна). А «остатки» от первоначального кристалла массой более 25 карат пополнят экспозицию Музея истории Томского политехнического университета.